# Scopesis tegularis
Scopesis tegularis là một loài tò vò trong họ Ichneumonidae.